# Tân Bình, Như Xuân
Tân Bình là một xã thuộc huyện Như Xuân, tỉnh Thanh Hóa, Việt Nam.
Xã có diện tích 38,61 km², dân số năm 1999 là 2368 người, mật độ dân số đạt 61 người/km².